# Кастроново-ди-Сичилия
Кастроново-ди-Сичилия (итал. Castronovo di Sicilia) — коммуна в Италии, располагается в регионе Сицилия, в провинции Палермо.
Население составляет 3409 человек (2008 г.), плотность населения составляет 17 чел./км². Занимает площадь 199 км². Почтовый индекс — 90030. Телефонный код — 091.
Покровителем коммуны почитается святой Виталий, празднование 9 марта.

## Демография
Динамика населения:

## Администрация коммуны
- Официальный сайт: http://www.comune.castronovodisicilia.pa.it/ Архивная копия от 7 апреля 2010 на Wayback Machine